# Ore ga Suki nano wa Imōto dakedo Imōto ja nai
Ore ga Suki nano wa Imōto dakedo Imōto ja nai (俺が好きなのは妹だけど妹じゃない lit. La que amo es a mi hermana pequeña pero no es una hermana pequeña?), también conocida como Imo-Imo o My Sister, My Write, es una serie de novelas ligeras japonesas escritas por Seiji Ebisu e ilustradas por Gintarō, hasta el momento se han publicado 7 volúmenes por Fujimi Fantasia Bunko. Una adaptación a manga de Kō Narita fue lanzada en la revista Monthly Dragon Age en diciembre de 2017, mientras que una adaptación a serie de anime producida por NAZ y Magia Doraglier y se emitió desde 10 de octubre de 2018 hasta diciembre del mismo año.

## Argumento
La historia es protagonizada por Suzuka Nagami y su hermano mayor, Yu Nagami. Suzuka es una estudiante de tercero de secundaria muy guapa, que saca notas fantásticas y es presidenta del consejo de estudiantes. Escribió una novela acerca de una hermana pequeña que ama a su hermano mayor, y la obra ganó el premio y el primer puesto del concurso el cual él había fracasado. Después de discutir el asunto, es Yu quien debuta como autor de novelas ligeras en lugar de Suzuka, bajo el pseudónimo de Chikai Towano.

## Personajes
Yū Nagami (永見 祐 Nagami Yū?)
Voz por: Tasuku Hatanaka
Es el hermano mayor de Suzuka. Se convierte en el autor Chikai Towano en reemplazo de su hermana menor.
Suzuka Nagami (永見 涼花 Nagami Suzuka?)
Voz por: Reina Kondō
Es la hermana menor de Yū, en la escuela que asistente es la presidenta, es la autora de la novela de "La historia de una hermanita que ama tanto a su hermano mayor que causa problemas". Secretamente ama mucho a Yū. 
Mai Himuro (氷室 舞 Hamuro Mai?)
Voz por: Yui Ogura
Es compañera de clase de Yū, es también una escritora de novelas ligeras, siente admiración por Yū, logrando intentar el secreto de la obra de "La historia de una hermanita que ama tanto a su hermano mayor que causa problemas" que cree erróneamente que Yū la creó. 
Ahegao W Peace Sensei
Voz por: Chinatsu Akasaki
Es una chica alegre, utilizando anteojos, proveniente del Reino Unido. Es una escritora de novelas ligeras eróticas, sus gustos en la escritura es el sadismo. 
Sakura Minazuki
Voz por: Kazusa Aranami
Es una actriz de doblaje profesional, le gusta fingir ser la hermana menor de Yū, diciéndole en varias ocasiones "Onii-chan".
Esaka (江坂さん)
Voz por: Ayumi Mano
Akino Kanzaka (神坂 秋乃 Kanzaka Akino)
Voz por: Yui Nakajima

## Media

### Novela ligera
Seiji Ebisu publicó el primer volumen de la novela ligera, con ilustraciones de Gintarō, en 2016. La serie está publicada por Fujimi Shobo bajo su sello Fujimi Fantasie Bunko. Hasta el momento se han publicado 8 volúmenes
| Núm. | Fecha de lanzamiento     | ISBN                   |
| ---- | ------------------------ | ---------------------- |
| 1    | 20 de agosto de 2016     | ISBN 978-4-04-072033-3 |
| 2    | 20 de diciembre de 2016  | ISBN 978-4-04-072034-0 |
| 3    | 20 de abril de 2017      | ISBN 978-4-04-072271-9 |
| 4    | 19 de agosto de 2017     | ISBN 978-4-04-072272-6 |
| 5    | 20 de diciembre de 2017  | ISBN 978-4-04-072557-4 |
| 6    | 20 de abril de 2018      | ISBN 978-4-04-072558-1 |
| 7    | 18 de agosto de 2018     | ISBN 978-4-04-072862-9 |
| 7.5  | 20 de octubre de 2018    | ISBN 978-4-04-072865-0 |
| 8    | 20 de diciembre de 2018  | ISBN 978-4-04-072863-6 |
| 8.5  | 20 de junio de 2019      | ISBN 978-4-04-073215-2 |
| 9    | 20 de septiembre de 2019 | ISBN 978-4-04-073218-3 |
| 10   | 20 de diciembre de 2019  | ISBN 978-4-04-073219-0 |
| 11   | 19 de marzo de 2020      | ISBN 978-4-04-073220-6 |

### Manga
Una adaptación a manga con el arte de Kō Narita fue lanzada en la revista de "manga shōnen" Monthly Dragon Age de la editorial Fujimi Shōbo el 9 de diciembre de 2017. El manga finalizó el 9 de septiembre de 2019. El cuarto y último volumen fue lanzado el 20 de diciembre de 2019.
| Núm. | Fecha de lanzamiento    | ISBN                   |
| ---- | ----------------------- | ---------------------- |
| 1    | 18 de agosto de 2018    | ISBN 978-4-04-072836-0 |
| 2    | 20 de octubre de 2018   | ISBN 978-4-04-072910-7 |
| 3    | 9 de mayo de 2019       | ISBN 978-4-04-073155-1 |
| 4    | 20 de diciembre de 2019 | ISBN 978-4-04-073420-0 |

### Anime
Una adaptación a serie de anime comenzó a transmitirse desde el 10 de octubre de 2018 por AT-X, Tokyo MX y otros canales. La serie está dirigida por Hiroyuki Furukawa, quien también adapta los diseños de personajes originales de Gintarō. Yūichirō Momose se encargará de la composición de la serie, Kisuke Koizumi será el director de sonido y Yashikin en la composición de la música. La serie está animada por el estudio NAZ y Magia Doraglier de Furukawa.
| N.º | Títulos | Fecha de Transmisión    |
| --- | --- | ----------------------- |
| 1   | "Cómo mi hermana y yo nos convertimos en autores de novelas ligeras" " Ore to imōto ga ranobe sakka ni natta riyū " (俺と妹がラノベ作家になった理由)                                   | 10 de octubre de 2018   |
| 2   | "Mi hermana pequeña aspira a lo mas alto" " Ore no imōto wa doko made takami o mezasu nda " (俺の妹はどこまで高みを目指すんだ)                                                         | 17 de octubre de 2018   |
| 3   | "Mi hermanita y yo somos autores de novelas ligeras" " Ore to imōto wa futari de hitori no ranobe sakkad " (俺と妹は二人で一人のラノベ作家だ)                                          | 24 de octubre de 2018   |
| 4   | "Sólo quería alcanzar a mi pequeña hermana, eso es todo" " Ore wa tada, imōto ni oitsukitakatta dakena nda " (俺はただ、妹に追いつきたかっただけなんだ)                                | 31 de octubre de 2018   |
| 5   | "Amo a mi hermanita más que cualquier cosa en el mundo" " Ore wa imōto ga sekai de ichiban daisukida " (俺は妹が世界で一番大好きだ)                                                    | 7 de noviembre de 2018  |
| 6   | "Festival cultural de la Escuela Femenina Hakuou" " Ore to imōto no shirazakura jogakuin bunkamatsuri " (俺と妹の白桜女学院文化祭)                                                     | 14 de noviembre de 2018 |
| 7   | "Mi hermana y yo nos enfrentamos a un concurso de Doujinshi que no podemos perder" " Ore to imōto no zettai ni make rarenai dōjinshi taiketsu " (俺と妹の絶対に負けられない同人誌対決) | 28 de noviembre de 2018 |
| 8   | "Acerca del momento en que obtuve una nueva hermanita" " Ore ni atarashiku imōto ga dekita kudan ni tsuite " (俺に新しく妹ができた件について)                                          | 5 de diciembre de 2018  |
| 9   | "Nuestro entrenamiento especial en el parque de diversiones" " Ore to imōto-tachi no yuenchi tokkun " (俺と妹たちの遊園地特訓)                                                         | 12 de diciembre de 2018 |
| 10  | "No puedo encontrar a mi hermanita moe" " Ore wa imōto ni moete ī " (俺は妹に萌えていい)                                                                                               | 19 de diciembre de 2018 |